# Xystrocera cyanicollis
Xystrocera cyanicollis är en skalbaggsart som beskrevs av Ferreira 1954. Xystrocera cyanicollis ingår i släktet Xystrocera och familjen långhorningar. Inga underarter finns listade i Catalogue of Life.